# Lance Rocks
Die Lance Rocks sind zwei 935 m hohe Felsen im westantarktischen Queen Elizabeth Land. In der Forrestal Range der Pensacola Mountains ragen sie am nordöstlichen Ende des Crouse Spur auf.
Der United States Geological Survey kartierte sie anhand eigener Vermessungen und Luftaufnahmen der United States Navy aus den Jahren von 1956 bis 1966. Das Advisory Committee on Antarctic Names benannte sie 1968 nach Captain Samuel J. Lance (1920–2004) von der United States Air Force, Navigator und Mitglied der United States Air Force Electronics Test Unit in den Pensacola Mountains von 1957 bis 1958.